# Hrvoje Matković
Hrvoje Matković (Šibenik, 12. listopada 1923. – Zagreb, 26. kolovoza 2010.), bio je hrvatski povjesničar.

## Životopis
Hrvoje Matković rodio se u Šibeniku 1923. godine. Osnovnu školu i gimnaziju završio je u Šibeniku. Diplomirao je povijest 1947. i doktorirao 1971. godine na Filozofskom fakultetu Sveučilišta u Zagrebu s temom Svetozar Pribićević i Samostalna demokratska stranka do šestojanuarske diktature. 
Radio je na gimnaziji u Ogulinu (1948.), učiteljskoj školi u Petrinji (1948. – 1954.), XIII. gimnaziji u Zagrebu (1954. – 1956.), Povijesnom muzeju Hrvatske (1956. – 1967.), Zavodu za prosvjetno-pedagošku djelatnost Hrvatske (1967. – 1972.) i Fakultetu političkih znanosti (1972. – 1990.). 
Nakon umirovljenja honorarno je predavao na Fakultetu kriminalističkih znanosti (od 1990.) i Hrvatskim studijima (od 1995.). Bio je glavni urednik Časopisa za suvremenu povijest.
Hrvoje Matković dao je doprinos metodici nastave povijesti kao urednik, autor udžbeničke literature i prosvjetni savjetnik. Sudjelovao je u opremanju školskih programa novim, audio-vizualnim didaktičkim materijalima i udžbenicima. Bio je urednikom metodičkoga časopisa Nastava povijesti (1971. – 1992). 
Bavio se hrvatskom političkom poviješću s težištem na problematici 20. stoljeća o čemu je objavio brojne stručne i znanstvene radove u brojnim hrvatskim časopisima. 
Obrađivao je političku djelatnost Stjepana Radića te istarskoga nacionalnog borca Matka Laginje. Za Enciklopediju JLZ obradio je niz hrvatskih političkih osoba.
Umro je u Zagrebu 26. kolovoza 2010. godine i pokopan je na Mirogoju.

## Djela
- Hasan-paša pod Siskom, Školska knjiga, Edicija "Prošlost moje zemlje", Zagreb, 1962. (2. izd.  Sisačka bitka 1593., Aura, Biblioteka "Štiglic", knj. 5, Sisak, 2002., ilustr. Alem Biočić)
- Svetozar Pribićević i Samostalna demokratska stranka do šestojanuarske diktature, Sveučilište - Institut za hrvatsku povijest ; Izdavački servis "Liber", Zagreb, 1972.
- Suvremena politička povijest Hrvatske, Zagreb, 1993. (2. izd. 1995., 3. izd. 1999.)
- Povijest nezavisne države Hrvatske, Zagreb: Naklada P.I.P. Pavičić, Zagreb, 1994. (2. dopunjeno izd. 2002.)
- Svetozar Pribićević, ideolog - stranački vođa - emigrant, Zagreb, 1995.
- Šibenska županija, priručnik za zavičajnu nastavu, Zagreb, 1995.
- Povijest Jugoslavije 1918. – 1991. - hrvatski pogled, Zagreb, 1998.
- Povijest Hrvatske seljačke stranke, Naklada P.I.P. Pavičić, Zagreb, 1999.
- Mala ilustrirana hrvatska povijest, Zagreb, 2001. (suautor i crteži Drago Trumbetaš)[2][3]
- Povijest Jugoslavije 1918. – 1991. – 2003., Naklada P.I.P. Pavičić, Zagreb, 2003.
- Studije iz novije hrvatske povijesti, Golden marketing – Tehnička knjiga, Zagreb, 2004.
- Na vrelima hrvatske povijesti, Golden marketing – Tehnička knjiga, Zagreb, 2006.
- Designirani hrvatski kralj Tomislav II., vojvoda od Spoleta: Povijest hrvatsko-talijanskih odnosa u prvoj polovici XX. st., Naklada P.I.P. Pavičić, Zagreb, 2007.
- Između Mačeka i Pavelića. Politički portret Davida Sinčića, Naklada P.I.P. Pavičić, Zagreb, 2010.

## Nagrade
- Za sveukupni rad na udžbeničkoj literaturi i unaprjeđenju nastave povijesti dobio je nagradu "Davorin Trstenjak".[4]

## Vanjske poveznice
- In memoriam – Hrvoje Matković, Tomislav Markus, Vladimir Štokalo  Arhivirana inačica izvorne stranice od 7. siječnja 2011. (Wayback Machine). Članak Damira Agičića na historiografija.hr
- Miškulin, Ivica, Prof. dr. Hrvoje Matković (1923. – 2010.) // ČSP, br. 2. (2010.), str. 518. – 522. (Hrčak)